# Фёдор Михайлович (углицкий воевода)
Фёдор Михайлович — углицкий воевода на службе великого князя Дмитрия Шемяки.
В 1446 году послан великим князем Дмитрием Шемякой против князей Ряполовских, задумавших в союзе с некоторыми детьми боярскими освободить из заточения великого князя Василия Тёмного и его детей. Заговорщики условились собраться под Угличем в Петров день. Узнав об этом, Дмитрий Шемяка послал к устьям Шексны рать под начальством воеводы Василия Вепрева, а Фёдору Михайловичу велел идти на соединение с ним. Но Вепрев был разбит Ряполовскими при устье Мологи, и углицкий воевода, не подоспев к нему вовремя, поспешно отступил за Волгу. Предупреждённый заговор против Дмитрия Шемяки не имел, таким образом, успеха, но неудачные действия его воевод против сторонников Василия Тёмного дали последним возможность спастись бегством и искать себе поддержки в Литве.